# دومورتیریت
دومورتیریت  (به انگلیسی: Dumortierite) با فرمول شیمیایی  از مجموعه کانی هاست و لومینسانس سیاه کامل تا بنفش دارد توسط دوموریته فرانسوی کشف شده‌است. Al2O۳:۶۲٫۳۹٪  B2O۳:۶٫۰۹٪  SiO۲:۳۱٫۵۲٪  برای اولین بار در آمریکا کشف شد و از نظر شکل بلور: منشوری - سوزنی، رنگ: سیاه، شفافیت: نیمه کدر، جلا: ابریشمی، رخ: ضعیف- مطابق با سطح، سیستم تبلور: ارترومبیک و در رده‌بندی سیلیکات است همچنین خاصیت مغناطیسی ندارد و منشأ تشکیل آن پگماتیتی - پنوماتولیتی است.
همایند کانی‌شناسی (پارانژ) آن چگالی - خواص نوری - اشعه Xکیانیت - تورمالین- کیانیت- کوردیریت- آندالوزیت- تورمالین است
، از نظر ژیزمان بلوری - آگرگات رشته‌ای - شعاعی کمیاب است و بیشتر در آلمان غربی، فرانسه، چک اسلواکی، لهستان، آمریکا، برزیل، ماداگاسکار، نامبیا، روسیه، هند، انگلستان، بلغارستان و ژاپن یافت می‌شود.

## منبع
- پردیس کشاورزی ایران